# 伴アンリ
伴 アンリ（ばん あんり、旧芸名：伴 杏里、1985年9月26日 - ）は、日本の女優。神奈川県出身。
所属事務所はエンパシィから2015年9月までアービング、その後はフォービズムエンターテイメントを経て2018年6月よりオスカープロモーション。

## 略歴
12歳のとき原宿でスカウトされ、10代向けファッションブランドや、ティーン誌（ピチレモン、ニコラ、Seventeen）などでモデルを務めた。その後、2001年公開の『リリィ・シュシュのすべて』で映画初出演を果たした。
2016年7月8日、自身のブログにて7月7日に一般男性と結婚し、都内区役所へ代理人を通じて婚姻届を提出した旨を発表。

## 人物
趣味は料理、ダンス、映画鑑賞。特技は英会話、お菓子作り。普通自動車運転免許、スキューバダイビングライセンスを保有する。

## 出演

### 映画
- リリイ・シュシュのすべて（2001年10月6日、ロックウェル・アイズ） - 井沢紀子 役
- ダンボールハウスガール（2001年10月6日、シネカノン / Qムービー） - 浜口あゆみ 役
- GO（2001年10月20日、東映） - 里香 役
- ピカ☆ンチ LIFE IS HARDだけどHAPPY（2002年10月18日、ジェイ・ストーム） - 橘みく 役
- カミナリ走ル夏（2003年12月13日、日本出版販売） - 夏生 役
- ハーケンクロイツの翼（2004年7月24日、リベロ） - NAMIKO 役
- GACHAPON!（2004年9月18日、ジェイ・ブイ・ディー） - 蒼木悠 役
- 約三十の嘘（2004年12月18日、アスミック・エース） - 今井優子 役
- 富江 REVENGE（2005年4月16日、アートポート） - 川上富江 役
- 不良少年（ヤンキー）の夢（2005年10月15日、オムロ / キネマスターフィルム） - 西崎美紗緒 役
- カスタムメイド10.30（2005年10月29日、クロックワークス / キネティック）
- ナイスの森 The First Contact（2006年3月25日、ファントム・フィルム） - フースケ 役
- イヌゴエ 幸せの肉球（2006年12月2日、バイオタイド） - 木下サトミ 役
- 妖怪奇談（2007年1月13日、バイオタイド） - 主演・岩崎みひろ 役
- 歌謡曲だよ、人生は 「僕は泣いちっち」（2007年5月12日、ザナドゥー） - 沙恵 役
- 花影（2008年3月8日、アステア） - ココミ 役
- 実録・連合赤軍 あさま山荘への道程（2008年3月15日、若松プロダクション / スコーレ） - 重信房子 役
- 砂時計（2008年4月26日、東宝） - 月島椎香 役
- 山のあなた〜徳市の恋〜（2008年5月24日、東宝） - 女学生 役
- 大決戦!超ウルトラ8兄弟（2008年9月13日、松竹） - 始球式のアイドル 役
- 旅立ち〜足寄より〜（2009年1月24日、エム・エフボックス） - 河合紀美子 役
- 花ゲリラ（2009年1月24日、ゴー・シネマ） - 大西映子
- 余命1ヶ月の花嫁（2009年5月9日、東宝） - 由香 役
- 君へ。（2011年9月24日、キュリオスコープ） - 野田和美 役
- 家（2013年5月11日、カエルカフェ） - 小泉雪 役
- 新宿スワン（2015年5月30日、ソニー・ピクチャーズ エンタテインメント）

### テレビドラマ
- 新・星の金貨-Die Sterntaler-（2001年4月25日 - 6月27日、日本テレビ） - 冴島栞 役
- アイノウタ 第5・8話（2002年5月5日・26日、BS-i）
- 劇団演技者。 第8回 「眠れる森の死体」（2005年2月16日 - 3月9日、フジテレビ） - あきら 役
- 水曜ミステリー9（テレビ東京）
  - 信濃のコロンボ事件ファイル11（2006年4月5日） - 村内典子 役
  - 大漁！釣り船弁護士（2006年7月26日） - 看護師 役
  - 街占師〜北白川晶子の事件占い〜1（2008年9月10日） - ミユキ 役
- ULTRASEVEN X（2007年10月5日 - 12月21日、CBC） - エス 役
- 土曜ワイド劇場（テレビ朝日）
  - タクシードライバーの推理日誌23（2007年10月6日） - 泉友紀 役
  - 西村京太郎トラベルミステリー52 - （2009年9月26日 - ）[3] - 久保田あかね 役
  - おとり捜査官・北見志穂18（2014年4月5日） - 牧野梓 役
  - 法医学教室の事件ファイル39（2014年10月18日） - 有坂美里 役
  - 法医学教室の事件ファイル41（2015年11月28日） - 山中由佳里 役
- 月曜ゴールデン（TBS）
  - 探偵 左文字進11（2007年11月5日） - 高村あゆみ 役
  - 警視庁南平班〜七人の刑事〜3（2011年5月16日） - 三上佐織 役
  - 女取調官3（2014年8月18日） - 戸川洋子 役
- 相棒 season6 第15話（2008年2月13日、テレビ朝日） - 水沢真美 役
- 非婚同盟 第31話 - 最終話（2009年2月16日 - 4月3日、東海テレビ） - 赤座惟子 役
- 戦力外通告（2009年2月21日、WOWOW） - 宇津木麻美 役
- 新・警視庁捜査一課9係 第1話（2009年7月1日、テレビ朝日） - 稲葉万里江 役
- 探偵Xからの挑戦状! 「探偵Xからの挑戦状!」（2011年4月28日 - 5月5日、NHK） - 高市ともる 役
- 謎解きはディナーのあとで 第1話（2011年10月18日、フジテレビ） - 白井靴子（仮名） 役
- まっしろ 第1話（2015年1月13日、TBS）
- 銭の戦争 第3話（2015年1月20日、関西テレビ）
- アルジャーノンに花束を 最終話（2015年6月12日、TBS）
- 霊魔の街（2017年、新潟テレビ21）

### インターネットTV
- Φ（2002年、三木聡監督）

### CM
- NTTドコモ D210I〜きらきらピンク〜（2001年）
- ポッカコーポレーション[4] アロマックス（2006年）
- NTT東日本 フレッツ光（2007年）
- ケンタッキーフライドチキン（2008年）
- 眼鏡市場（2011年）
- サントリー 伊右衛門 特茶（2013年）

### PV
- Mr.Children 「君が好き」（2002年1月1日）
- スネオヘアー 「ワルツ」（2005年5月25日）
- FREENOTE 「ふたりをつなぐもの」（2009年9月16日）[5]
- さかいゆう 「まなざし☆デイドリーム」（2010年2月3日）

## 作品

### イメージDVD
- FifteenBerry（2001年7月、TDKコア）ISBN 978-4804508191（他にVHSでのリリース有）
- unlimited（2013年1月25日、竹書房）ISBN 978-4812493168
- アンサンブル（2013年4月26日、エスデジタル）